# Resultados do Carnaval de Belém em 2024
Resultados do Carnaval de Belém em 2024.

## Escolas de samba
| Primeiro Grupo | Primeiro Grupo                         | Primeiro Grupo | Primeiro Grupo |
| Colocação      | Escola                                 | Pontos         | Ref.           |
| -------------- | -------------------------------------- | -------------- | -------------- |
| 1º             | Embaixada de Samba Império Pedreirense | 199,8          | [ 1 ]          |
| 1º             | Associação Carnavalesca Bole-Bole      | 199,8          | [ 1 ]          |
| 2º             | Acadêmicos da Pedreira                 |                | [ 1 ]          |
| 3º             | Quem São Eles                          |                | [ 1 ]          |
| 4º             | Rancho Não Posso Me Amofiná            |                | [ 1 ]          |
| 5º             | Deixa Falar                            |                | [ 1 ]          |
| 6º             | Boêmios da Vila Famosa                 |                | [ 1 ]          |
| 7º             | Piratas da Batucada                    |                | [ 1 ]          |
| 8º             | Xodó da Nega                           | ▼              | [ 1 ]          |
| 9º             | Escola de Samba da Matinha             | ▼              | [ 1 ]          |
| 10º            | Os Colibris                            | ▼              | [ 1 ]          |

| Segundo Grupo | Segundo Grupo      | Segundo Grupo | Segundo Grupo |
| Colocação     | Escola             | Pontos        | Ref.          |
| ------------- | ------------------ | ------------- | ------------- |
| 1º            | Mocidade Olariense | ▲             | [ 2 ]         |
| 2º            | Guardiões do Samba | ▲             | [ 2 ]         |
| 3º            | Império Jurunense  | ▲             | [ 2 ]         |
| 4º            |                    |               | [ 2 ]         |
| 5º            |                    |               | [ 2 ]         |
| 6º            |                    |               | [ 2 ]         |
| 7º            |                    |               | [ 2 ]         |
| 8º            |                    |               | [ 2 ]         |
| 9º            |                    |               | [ 2 ]         |
| 10º           |                    |               | [ 2 ]         |

| Terceiro Grupo | Terceiro Grupo                          | Terceiro Grupo | Terceiro Grupo |
| Colocação      | Escola                                  | Pontos         | Ref.           |
| -------------- | --------------------------------------- | -------------- | -------------- |
| 1º             | Caprichosos da Cidade Nova              | ▲              | [ 2 ]          |
| 2º             | Os Guerreiros do Samba e do Amor        |                | [ 2 ]          |
| 3º             | Universidade do Samba Nação Rubro Negra |                | [ 2 ]          |
| 4º             |                                         |                | [ 2 ]          |
| 5º             |                                         |                | [ 2 ]          |
| 6º             |                                         |                | [ 2 ]          |
| 7º             |                                         |                | [ 2 ]          |
| 8º             |                                         |                | [ 2 ]          |
| 9º             |                                         |                | [ 2 ]          |
| 10º            |                                         |                | [ 2 ]          |